# Đoạt hồn
Đoạt hồn (tựa tiếng Anh: Hollow) là một bộ phim kinh dị Việt Nam công chiếu vào năm 2014, do Trần Hàm đạo diễn. Đây là phim thứ hai của anh thực hiện tại Việt Nam, sau phim hài Âm mưu giày gót nhọn năm 2013. Đây cũng là "lần đầu có một tác phẩm trong nước khai thác trực diện đề tài ma quỷ nhập hồn, tín ngưỡng tâm linh nhưng vẫn qua được kiểm duyệt để tới với khán giả".
Đoạt hồn được xem là phim "có câu chuyện hay, cách kể hấp dẫn, góc máy đẹp, diễn viên ổn" và đặc biệt gây ấn tượng nhất là diễn viên nhí Lâm Thanh Mỹ, diễn xuất tập trung vào đôi mắt.

## Nội dung
Chuyện xảy ra tại Châu Đốc, miền Nam Việt Nam, khoảng 27 tháng 7 âm lịch, một cô gái tên Tuyết (Nhung Kate) với cơ thể đẫm máu vì đã bị sát hại, cô ta điên cuồng, tay nắm chặt một tượng đền thờ, nhảy từ một cây cầu xuống sông Hậu. Cùng ngày, Chi (Nguyễn Hồng Ân), 18 tuổi, tính tình hơi nổi loạn, từ Sài Gòn đến tham dự một buổi lễ tại một ngôi chùa mà người cha dượng giàu có của cô là Vương Gia Huy (Trần Bảo Sơn), người mà cô không thể chịu được, đã quyên góp 50.000 USD. Cùng đi, còn có mẹ của cô là Diệp (Nguyễn Ngọc Hiệp) và em gái 8 tuổi là bé Ái (Lâm Thanh Mỹ). Ái đi lang thang và dường như bị chết đuối dưới sông. Khi thân xác của bé được tìm thấy một tuần sau đó, cậu của Chi là cảnh sát Thức (Mai Thế Hiệp) đến thăm nhà xác, chỉ để thấy rằng Ái vừa trở về từ cõi chết. Sau khi Ái trở về nhà, gia đình ông Vương Gia Huy liên tục gặp những chuyện lạ và Chi bắt đầu đi tìm nguyên nhân cũng như khám phá ra những sự thật kinh hoàng bị che giấu.... Mọi người không tìm thấy bé Ái và cô bé được cho là đã chết.
Gia đình ông Huy về lại Sài Gòn làm lễ tang cho Ái. Cảnh sát Thức, cậu của Chi và Ái, đã xuống Châu Đốc nhận xác bé Ái sau khi nhận được cuộc gọi từ nhà xác. Ái sống lại nhưng trông cô bé như bị ma nhập. Cậu Thức đưa Ái về nhà và cô bé có những biểu hiện kỳ lạ. Bà pháp sư Linh khẳng định Ái không phải bị ma nhập, mà là hồn sống lạc vào cơ thể cô bé.
Chi giận mẹ nên bỏ nhà ra đi, cô nói chuyện với cậu Thức về tình trạng của Ái. Khi nghe xong chuyện cậu Thức kể, Chi liền xuống Châu Đốc hỏi thăm nhân viên nhà xác. Nhân viên nhà xác nói rằng có hai cô gái tên Hương và Tuyết bị chết và xác của họ cũng được tìm thấy ở sông Hậu.
Chi đến nhà Hương để gặp bà Quyên - mẹ của Hương, bà trở nên nửa điên nửa tỉnh sau cái chết của con gái. Bà Quyên kể cho Chi nghe: trước đây Hương và Tuyết là bạn, cả hai từng bị bắt vào động mại dâm rồi bỏ trốn thành công, Tuyết sinh ra một đứa con gái tên Hằng. Một thời gian sau, bọn ma cô đến nhà bắt bé Hằng về động, chúng đâm chết Hương và đánh Tuyết nhừ tử.
Sau đó Chi về Sài Gòn, cô bị Tuyết nhập vào và đánh thức bé Ái đang bị Hằng nhập. Hồn ma Tuyết giết chết bà Diệp - mẹ của Chi và Ái. Ông Huy và bà pháp sư Linh đưa Ái đến động mại dâm của ông Thảo để tìm bé Hằng, để Chi nằm bất tỉnh ở nhà.
Lúc Chi tỉnh lại, cô tìm thấy cái đĩa DVD của ông Huy và mở nó lên xem. Cái đĩa đó có cảnh ông Huy vào động mại dâm rồi cưỡng hiếp Tuyết từ nhiều năm trước. Điều này tiết lộ rằng bé Hằng, con gái Tuyết cũng chính là con gái của ông Huy.
Lúc đó ở động mại dâm, ông Huy nhờ bà Linh làm phép cho hồn Hằng ra khỏi xác bé Ái để trở về xác của Hằng. Khi đã làm phép xong, ông Huy giết bà Linh bịt miệng. Cậu Thức chỉ huy lực lượng cảnh sát ập vào động và bắt giữ bọn ma cô. Ông Huy xin cậu Thức cho mình đưa Ái và Hằng về nhà.
Bé Hằng từ từ tỉnh lại, còn Ái không thể tỉnh lại được nữa. Ông Huy định giết bé Hằng, nhưng Chi đã ngăn cản ông Huy, hai người ẩu đả với nhau. Trong lúc giằng co Chi đã đánh chết ông Huy, rồi cô ôm bé Hằng bỏ chạy. Cậu Thức lái xe đến chở Chi và Hằng đi. Xác chết của ông Huy và bé Ái bị bỏ lại trong căn nhà, căn nhà vẫn còn đầy không khí ma quái.

## Diễn viên
Bộ phim quy tụ dàn diễn viên thuộc 5 thế hệ:
- Trần Bảo Sơn vai Vương Gia Huy
- Nguyễn Ngọc Hiệp vai Diệp
- Nguyễn Hồng Ân vai Chi
- Lâm Thanh Mỹ vai bé Ái[6]
- Mai Thế Hiệp vai cậu Thức
- Kiều Chinh vai bà Linh
- Minh Trang vai bà Quyên
- Thương Tín vai ông Thảo
- Nhung Kate vai Tuyết
- Suboi vai Hương
- Huy Ma vai Vinh
- Thành Trung vai Kiên

## Trình chiếu
Đoạt hồn được phát hành vào ngày 18 tháng 7 năm 2014 tại Việt Nam. Phim được 160.000 khán giả đến xem trong 4 ngày công chiếu đầu tiên tại 1.140 điểm chiếu trên toàn quốc. Trong cuối tuần đầu tiên, phim đã được xếp hạng nhất về doanh thu, vượt qua những phim "bom tấn" Mỹ chiếu cùng lúc như A Million Ways to Die in the West, Planes 2: Anh hùng và biển lửa và Sự khởi đầu của hành tinh khỉ. Đoạt hồn vượt qua những phim Việt khác từng đoạt doanh thu cao như Cô dâu đại chiến (2011) và Long Ruồi (2011). Phim đoạt doanh thu 12 tỷ đồng sau 4 ngày, được cho là đã vượt kỳ vọng của nhà sản xuất.
Phim cấm trẻ em dưới 16 tuổi.

## Giải thưởng
| Năm  | Giải thưởng               | Hạng mục          | Kết quả   | Nhận giải | Chú thích |
| ---- | ------------------------- | ----------------- | --------- | --------- | --------- |
| 2015 | Giải Cánh diều lần thứ 13 | Âm thanh xuất sắc | Đoạt giải | Tô Hiếu   | [ 8 ]     |

## Ý kiến
Theo đạo diễn Trần Hàm: 
Với Đoạt hồn, mục tiêu của tôi là cố gắng giữ cho phim càng cân bằng càng tốt. Phim là một câu đố mà khán giả cố gắng tìm lời giải đáp. Đó là một bí mật được hé lộ chậm rãi, đưa chúng ta ngày càng đi sâu hơn vào nỗi lo lắng và sợ hãi của nhân vật Chi. Cái kết của phim luôn là một phần của quá trình thiết kế phim, được dẫn dắt theo diễn biến câu chuyện. Tôi xem đó là một thách thức sáng tạo. Tôi tin với những ai hiểu được, họ sẽ thấy thỏa mãn....... Đoạt hồn lại nói về nỗi lo lắng của một cô gái trẻ khi mang thai và điều đó ảnh hưởng đến suy nghĩ của cô ấy về việc làm mẹ và gia đình tan vỡ của mình. Nếu xem lại phim một lần nữa, bạn sẽ thấy rất nhiều điều về mối quan hệ mẹ - con gái cũng như nỗi ám ảnh đáng sợ của việc nuôi con một mình.
Báo Tầm Nhìn nhận định:
...Do đạo diễn Hàm Trần đảm nhận cùng lúc nhiều vai trò trong phim, vừa là đạo diễn, quay phim, dựng phim và viết kịch bản, nên có thể thấy đường dây câu chuyện của "Đoạt hồn" có sự tính toán rất kỹ để hạn chế tới mức tối đa các phân cảnh thừa thãi. Dù vậy, nếu với một người xem phim khó tính, "Đoạt hồn" vẫn thể hiện rõ một số điểm hạn chế nhất định.
Câu chuyện ban đầu của "Đoạt hồn" khá ổn, nhưng đoạn giữa lê thê, hơi dài dòng theo kiểu cố gắng diễn đạt hết cho người xem hiểu đang xem chuyện gì xảy ra làm mạch truyện đuối dần. Nói dễ nghe một chút thì kiểu như đạo diễn chừa những khoảng lặng để khán giả có lúc ngồi bàn tán với nhau về diễn biến sắp tới.
Một điểm đáng lưu ý khác, chính là việc đạo diễn quá tham lam trong việc ôm đồm nhiều yếu tố vào một bộ phim. Có đủ thứ để nói - nạn buôn người, mại dâm trẻ em, bùa ngải..., nhưng mỗi thứ chỉ lại nói qua loa, khiến người xem có chút hoang mang. Giá như đạo diễn bỏ bớt một số thứ để đẩy mạnh và đào sâu hơn vào những thứ còn lại thì chắc chắn bộ phim sẽ ám ảnh hơn.
Cuối cùng, cái kết của phim rất gây tranh cãi.
Phim dài 97 phút, nhưng nhiều ý kiến cho rằng 7 phút cuối phá hỏng 90 phút đầu phim, bởi cái kết mơ hồ, không rõ ràng, gây hoang mang cao độ cho người xem. Để giải thích cho việc này, có ý kiến nói rằng bắt buộc phải có một cái kết kiểu như vậy thì "Đoạt hồn" mới qua được vòng kiểm duyệt gắt gao, không bị cấm chiếu như "Bẫy cấp 3" hay "Bụi đời Chợ Lớn" trước đó...